# 나주 송죽리 금사정 동백나무
나주 송죽리 금사정 동백나무(羅州 松竹里 錦沙亭 冬柏나무)는 대한민국 전라남도 나주시 왕곡면, 금사정에 있는 동백나무이다. 2009년 12월 30일 천연기념물 제515호로 지정되었다.

## 현황
- 수종：동백나무(Camellia japonica L.)
- 규격：1주, 높이 6.0m, 뿌리부근 둘레 2.4m, 나무갓 폭(동서방향 7.6m, 남북방향 6.4m), 수령 500년(추정)

## 유래
조선 중종14년(1519년)에 조광조를 구명하던 태학관 유생 11명이 낙향하여 금사정(錦社亭)을 짓고 금강11인계를 조직하여 정치의 비정함을 한탄하고, 후일을 기약하여 변치 않는 절개를 상징하는 동백나무를 심어 오늘에 이르게 되었다고 한다.

## 지정사유
동백나무는 숲을 제외하고 단목으로 지정된 사례가 없는데, 지금까지 조사된 가운데 가장 굵고 크며, 모양새도 반구형으로 아름답고 수세도 좋아 동백나무를 대표하는 가치가 있다.
동백나무는 겨울에 붉은 꽃이 강렬하게 핀 후 꽃이 통째로 떨어지는 모습에서 아름다움과 애절한 슬픔을 담고 있어서 양화소록 등 문헌에도 자주 등장하며 우리 옛 사람들이 가까이 한 전통 꽃나무로 유래와 더불어 역사·문화적 가치가 있다.

## 같이 보기
- 동백나무

## 참고 문헌
- 문화재청, 《문화재이야기여행 천연기념물 100선 보관됨 2016-08-28 - 웨이백 머신》, pp206-210, 2016-03-31

## 참고 자료
- 나주 송죽리 금사정 동백나무 - 국가유산청 국가유산포털